# Angelo Colombaroli
Angelo Colombaroli (Dolcè, 9 de maio 1863 — Verona, 1922) foi um missionário italiano e também o primeiro superior geral dos Combonianos.

## Biografia
Iniciou os seus estudos na Congregação dos Sagrados Estigmas de Nosso Senhor Jesus Cristo, em seguida, prosseguiu para o seminário diocesano. E com vinte anos entrou para o Missionários do Sagrado Coraçãofundado por Daniel Comboni, que preparava-se para as missões na África Central. Este grupo tornou-se uma congregação e em 1885 o jovem Colombaroli com nove companheiros, incluindo Antonio Maria Roveggio continuaram com seus estudos. Foi ordenado sacerdote em 7 de agosto de 1887 e emitiu a sua promessa em outubro com outros nove companheiros. Um mês depois, ele partiu para o Egito como comissário e, em seguida, superior da missão. Com ele foi também o Padre Roveggio, que era diretor espiritual da comunidade de ex-escravos e refugiados.
Angelo tornou-se muito apreciado pela sua qualidade e chegou a ser colocado na lista de possíveis candidatos para o Vigário Apostólico, (escritório, em seguida, atribuído a p. Roveggio). Ele sabia perfeitamente Francês, Inglês, Alemão e Árabe, ele compilou uma gramática e um dicionário da língua Niam- Niam e foi também recompensado duas vezes com a medalha de ouro em Bruxelas na Exposição Internacional de 1897 e de Arte Sacra, em Turim ,1898. Foi duas vezes recebido em audiência privada pelo Papa: 14 de janeiro de 1901 por Leão XIII e 20 de dezembro de 1904, com São Pio X.

Os primeiros capítulos da congregação que começaram a ser erguer sobre os seus próprios pés ocorreram em junho de 1899. Colombaroli foi eleito o primeiro superior geral. Ele viajou para Londres com o Bispo Roveggio para receber o barco(O Redentor), eles construíram a fim de navegar para cima e para baixo o Nilo e também no Sudão em regiões inexploradas. Ele dá o impulso para partida. Os primeiros missionários a se aventurar depois da Guerra Mahdista nestas áreas perigosas são os padres Josef Wilhelm e Ohrwalder Banholzer. São eles que exumam os restos mortais do padre comboniano da missão do ex-Cartum(agora quartéis britânicos) para transferi-los em segurança para Assuão. Eles, então, foram em um barco para o sul com outros missionários. As duas primeiras irmãs que entraram no Sudão são as Combonianas Francesa Dalmasso e Maria Bonetti.

Angelo Colombaroli abre um momento de expansão da nova congregação, abrindo uma nova comunidade em Brescia (o Instituto Comboniano, 1900), um seminário em Tagliamento e dez novas missões no Sudão(incluindo Wau, Tonga, Porto-Soudan). O Bispo Roveggio morreu tragicamente em 1902 e Franz Xaver Geyer se torna o novo vigário apostólico da África Central. Os Combonianos continuaram criando novas clínicas de base, orfanatos, impressão, catequistas, escolas, etc e também fazendo uso dos professores e enfermeiros combonianos a partir desse momento, apesar das perseguições, guerras, febres tropicais e fomes.

## Morte
Abriu em 1908 uma nova casa em Graz, na Áustria, casa para aprendizagem de inglês e de recrutamento de vocações para o Sidcup na Inglaterra. Após o fim do seu mandato, ele se torna um simples missionário no Egito. Como um nativo do sul do Tirol, que era pertencente ao Império Austro-Húngaro(que estava sujeito), ele foi expulso pelas autoridades coloniais britânicas da Suíça durante a Primeira Guerra Mundial. E terminou sua vida no seminário em Tagliamento, onde sofreu um ataque de paralisia. Angelo Colombaroli morreu em Verona com cinquenta e oito anos. Uma rua é nomeado com seu nome no Cairo.